# 釋慧印 (1935年)
慧印老和尚（1935年11月21日—2004年5月3日），俗名林傳章，法號滿覺，臺中縣大甲鎮人，臺灣佛教比丘，1989年出任臺北市萬華區艋舺龍山寺末代住持。

## 生平
林傳章出身農家，父親劉清潭，母親劉洪网娘。6歲時過繼予賢頓老和尚（俗名林傳仁）為螟蛉子，林氏家族為佛教世家，數代禮佛，堂兄為慧常法師（俗名林榮松），堂妹明聖法師乃臺中太平華雨精舍退居住持。釋慧印自幼於養父住持的臺北龍雲寺修學佛法，退伍後於養父釋賢頓座下剃度，1959年2月於十普寺求白聖老和尚施受三壇大戒，並於該寺三藏佛學院持續深造，傳承養父的臨濟宗法脈。1963年掛單於艋舺龍山寺，師從住持觀妙法師。1968年8月31日，釋觀妙圓寂，由釋通明代理住持而後扶正、釋慧印升任法務組法師。1989年12月21日，釋通明於住持任上圓寂，由釋慧印升任住持。
住持期間，釋慧印主持寺內各項佛事，同時於電臺開設弘法節目，並兼任臺北市佛教會理事。任內應信眾所需，將月老引進龍山寺祀奉，並以信徒捐獻之供養金用作救濟貧苦及協助其他寺院道場修建工程等用途。
1991年11月23日，主持艋舺龍山寺首次舉辦的佛式婚禮。
1992年11月27日，艋舺龍山寺禪房改建工程於釋慧印住持下主持動土典禮。1995年1月4日，後殿後側福智大師紀念堂暨禪房大樓竣工啟用。
2004年5月3日（農曆3月15日），下午13點50分，釋慧印圓寂於龍山寺，世壽七十歲，住寺36年。此後艋舺龍山寺董事會未再有聘任住持的記錄，與寺院相關的一應佛事均改由聘雇任期不定之弘法師主理，首先出任弘法師者為釋慧印之弟子釋明靄，於2005年6月1日到任。

## 外部連結
- 【人物誌】慧印老和尚 （页面存档备份，存于）
- 〈 佛學講座〉艋舺龍山寺前住持上慧下印法師開示 - YouTube （页面存档备份，存于）

| 前任： 釋通明 | 艋舺龍山寺住持 西元1989年—2004年 | 繼任： 職務廢除 |